# Beechwood
Beechwood é uma Região censo-designada localizada no estado americano de Michigan, no Condado de Ottawa.

## Demografia
Segundo o censo americano de 2000, a sua população era de 2963 habitantes.

## Geografia
De acordo com o United States Census Bureau tem uma área de 
6,9 km², dos quais 4,7 km² cobertos por terra e 2,2 km² cobertos por água.

## Localidades na vizinhança
O diagrama seguinte representa as localidades num raio de 24 km ao redor de Beechwood. 